# 凯·欧文斯
凯·欧文斯（英語：Kai Owens，2004年8月16日—）是一名美国華裔女子自由式滑雪运动员，她出生於中华人民共和国，在美國長大，代表美國参加国际比赛。
她参加了2021年世界自由式滑雪和单板滑雪锦标赛，在女子雪上技巧中排名第六。2022年北京冬奧會上她代表美國參加女子自由滑雪並獲得女子雪上技巧第十名。